# Dmitrij Jevgenyjevics Torbinszkij
Dmitrij Jevgenyjevics Torbinszkij (Oroszul: Дмитрий Евгеньевич Торбинский) (Norliszk, 1984. április 28. –) orosz válogatott labdarúgó, aki jelenleg az FK Krasznodar játékosa.

## Pályafutása
Torbinszkij mint futsaljátékos kezdte pályafutását, és csak később kezdett nagy pályán is futballozni, amikor csatlakozott az Szpartak Moszkva keretéhez. Évekig a klub akadémiáján, majd tartalékjai közt szerepelt, a felnőttek közt 2001-ben mutatkozott be. Többször sérülések akadályozták, a 2004-es évben mindössze egy bajnokin tudott pályára lépni. 2005-ben a  Szpartak Cseljabinszk csapatához került kölcsönbe. 2007-ben, miután lejárt a szerződése, átigazolt a rivális Lokomotyiv Moszkvához. Az itt eltöltött öt év alatt több mint száz bajnokin lépett pályára a csapat színeiben. 2015-ben az FK Krasznodar játékosa lett.

## Válogatott
Torbinszkij 2007 március 7-én mutatkozott be a válogatottban, az Észtek ellen. Tagja volt a 2008-as labdarúgó-Európa-bajnokságon bronzérmet szerző csapatnak is, a negyeddöntőben a hosszabbításban fontos gólt szerzett a hollandok ellen. 2012-2014-ig nem kapott meghívót, majd Leonyid Szluckij ismét számított rá, és beválogatta a 2016-os labdarúgó-Európa-bajnokságra nevezett keretbe is.